# Swami

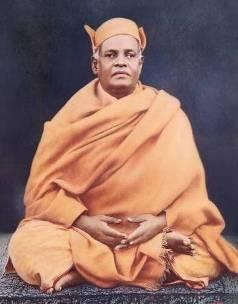
Een swami uit Calcutta
(Swami Saradananda 1865-1927)

Swami (Sw.) of Svami (Sanskriet, Devanagari: स्वामिन; officiële IAST-transcriptie: svāmin) is hoofdzakelijk een hindoeïstische beleefdheidstitel.
Swami betekent meester. In de letterlijke vertaling betekent het eigenaar van zichzelf, met betrekking tot het compleet meester zijn over instinctieve en lagere behoeften. De titel wordt voor een naam gevoegd, in het bijzonder voor geleerde priesters en de hoogste rangen van de hindoegeestelijkheid.
Wanneer iemand in het hindoeïsme een swami wordt, beschouwt men hem als bevrijd van materiële verlangens. Er zijn veel swami's in India, waarvan de meesten zich mediterend in de bergen ophouden. In het Westen komt de titel vooral veel voor bij vooraanstaande yogi's en goeroes.
In het Bengaals wordt het woord uitgesproken als sha-mi en heeft het naast zijn oorspronkelijke betekenis ook de betekenis van echtgenoot (man). Ook suami in het Indonesisch heeft die laatste betekenis.